# Morten Høglund

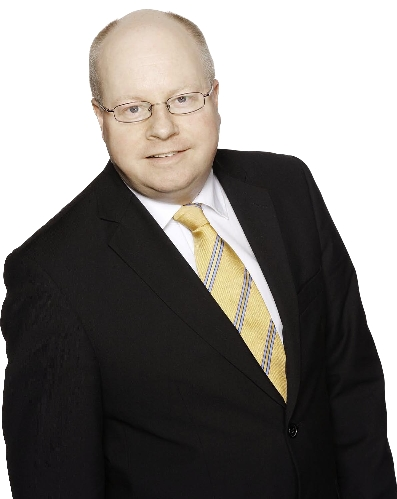
Morten Høglund.

Morten Høglund, född 16 juli 1965 i Ski i Norge, är en norsk politiker i Fremskrittspartiet. Høglund har suttit tre mandatperioder i Stortinget för Akershus mellan 2001 och 2013.